# La Trinité-Porhoët
La Trinité-Porhoët (Gallo La Ternitae, bretonisch An Drinded-Porc’hoët) ist eine französische Gemeinde mit 667 Einwohnern (Stand 1. Januar 2022) im Département Morbihan in der Region Bretagne.

## Geografie
La Trinité-Porhoët liegt rund 49 Kilometer südöstlich von Saint-Brieuc im Nordosten des Départements Morbihan.
Nachbargemeinden sind Ménéac im Nordosten, Mohon im Südosten und Süden sowie Plumieux im Westen und Nordwesten.

## Bevölkerungsentwicklung
| Jahr                       | 1962 | 1968 | 1975 | 1982 | 1990 | 1999 | 2006 | 2019 |
| Einwohner                  | 1059 | 1070 | 1021 | 1088 | 901  | 816  | 767  | 671  |
| Quellen: Cassini und INSEE |      |      |      |      |      |      |      |      |

## Sprache
Im Frühmittelalter wurde die Gegend durch Bretonen besiedelt und deren Umgangssprache Alltagssprache. Bei der Zweiten Rückzugswelle der Bretonischen Sprache im Spätmittelalter (zwischen 1200 und 1500) kam es zum Sprachwechsel hin zum Gallo. Dieser Dialekt des Französischen ist mittlerweile beinahe ausgestorben und die Bevölkerung spricht heute französisch.

## Sehenswürdigkeiten
- Dreifaltigkeitskirche der ehemaligen Abtei, Monument historique
- Monumentalkreuz aus dem 16. Jahrtuhndert, Monument historique

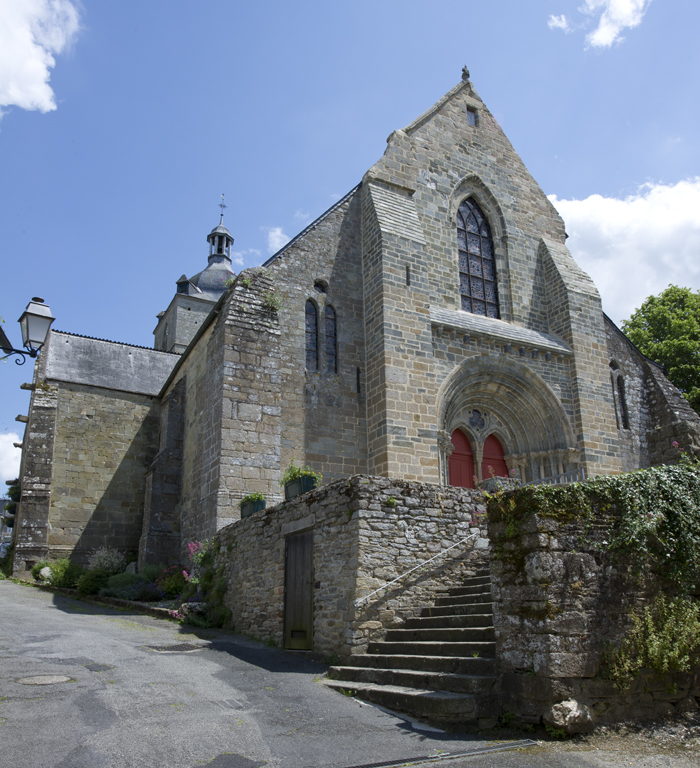
Abteikirche
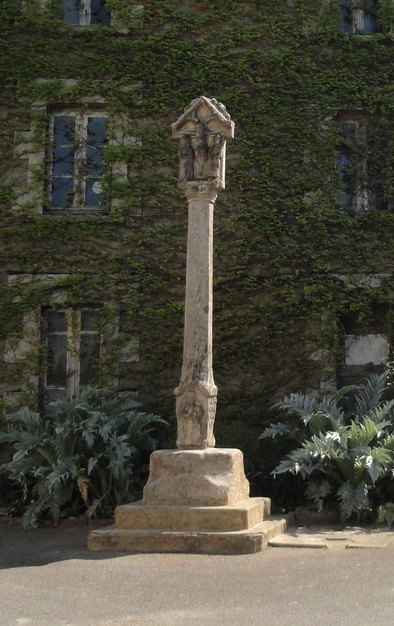
Monumentalkreuz